# Max Giesinger

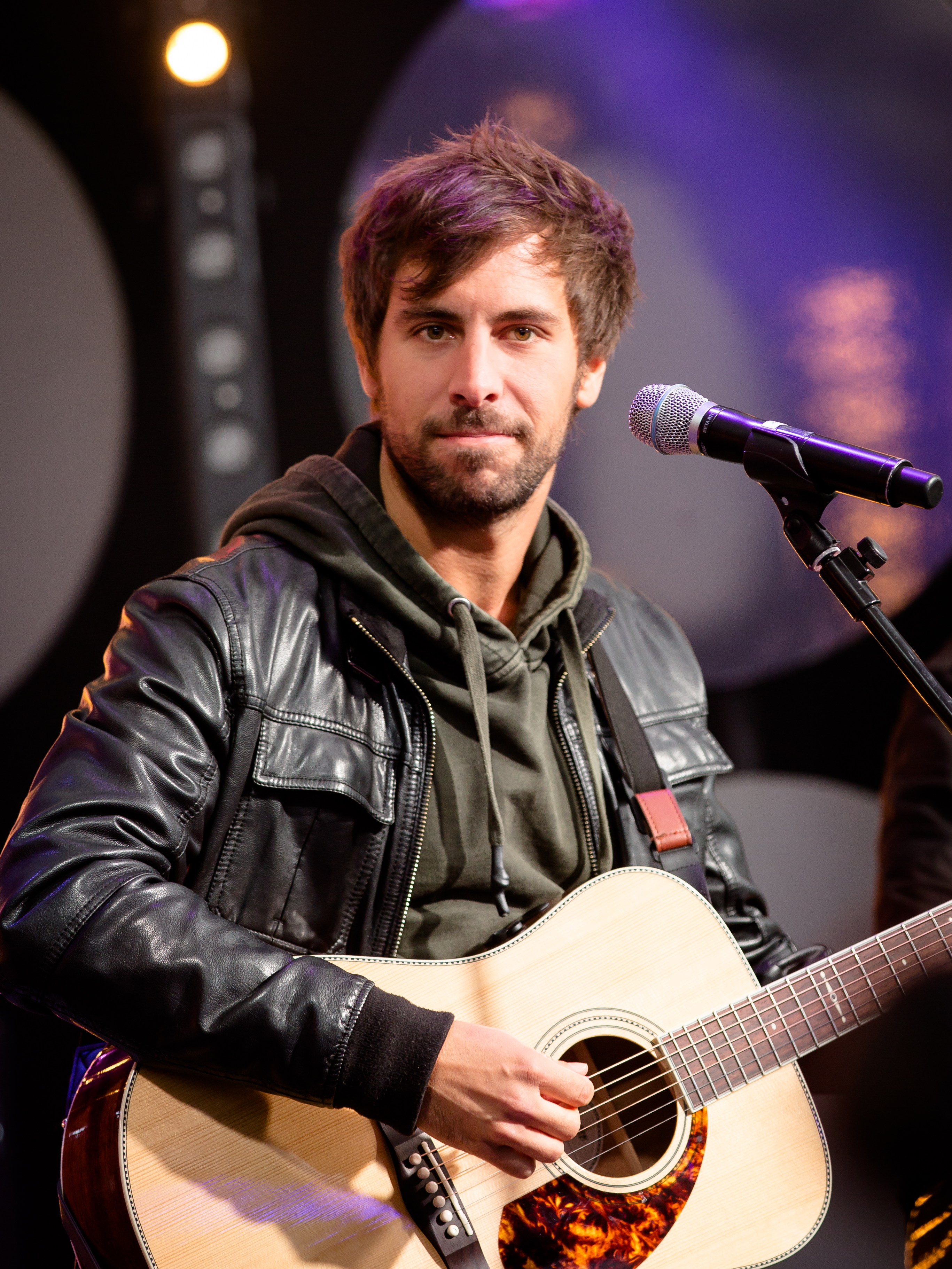
Max Giesinger beim SWR3 New Pop Festival 2017

Max Giesinger (* 3. Oktober 1988 in Waldbronn) ist ein deutscher Sänger, Songwriter und Musikproduzent. Im Februar 2012 belegte er in der ersten Staffel der Gesangs-Castingshow The Voice of Germany den vierten Platz.

## Leben

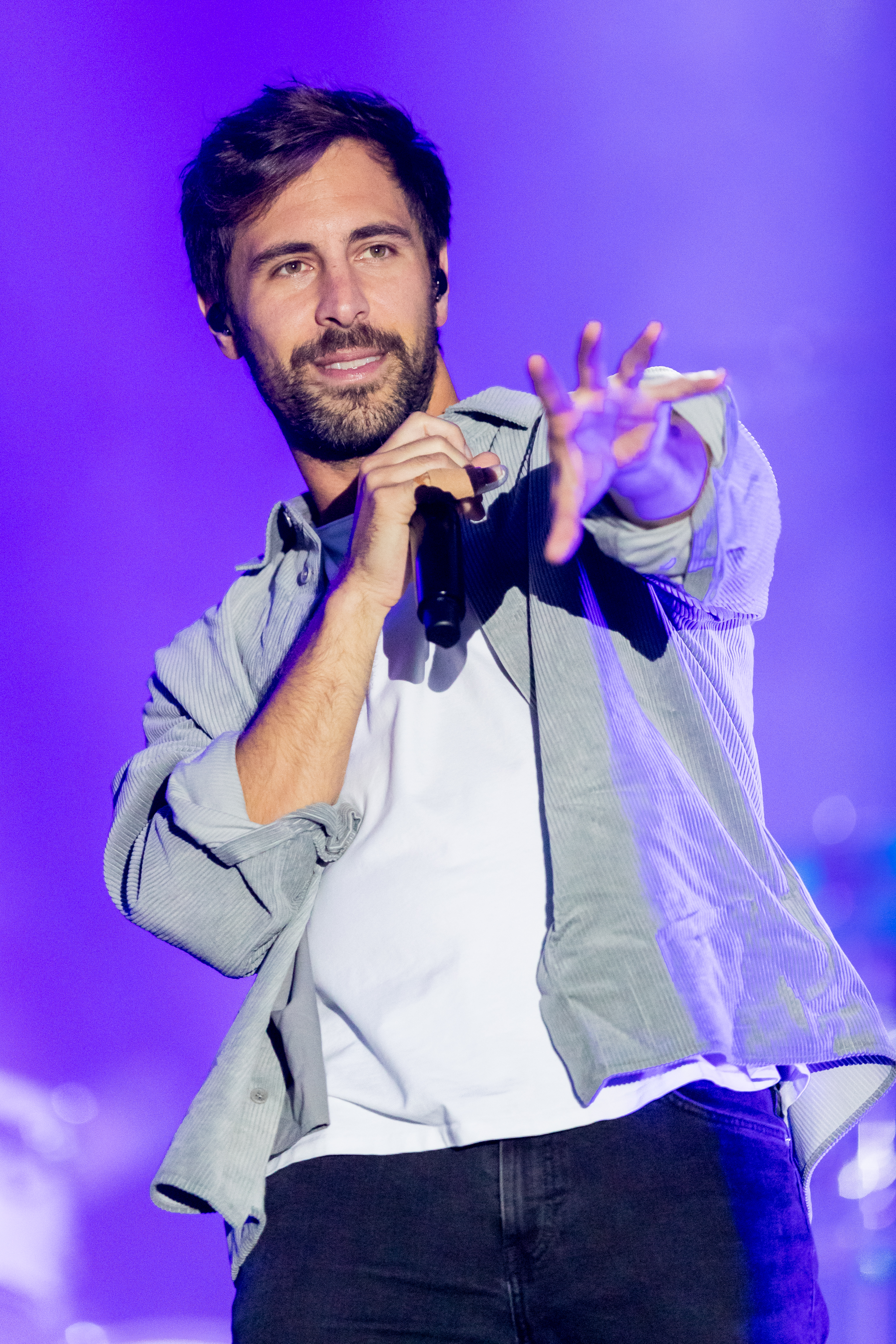
Max Giesinger (2021)

Max Giesinger stammt aus Busenbach, einem Ortsteil von Waldbronn im Landkreis Karlsruhe. Seine Eltern trennten sich, als er fünf Jahre alt war. Er wuchs als Einzelkind bei seiner Mutter auf. Seinen Vater Carlo, der mit seinem Bruder Yannik in Remchingen lebt, besuchte er regelmäßig. Er nahm Gesangsunterricht bei der Karlsruher Gesangslehrerin Sandy Campos. Sein Abitur machte er auf dem Gymnasium Karlsbad. Anschließend reiste er für ein Work-&-Travel-Programm nach Australien und Neuseeland, wo er als Straßenmusiker tätig war. Seit 2006 lädt Giesinger im Internet-Videoportal YouTube regelmäßig Coverversionen, aber auch selbst geschriebene Lieder hoch. Bei diesen begleitet er sich meistens mit der Gitarre. Sein bis 2016 meistgesehenes Video mit über vier Millionen Klicks war eine Version des Songs Somebody That I Used to Know von Gotye, die er 2012 zusammen mit Michael Schulte aufgenommen hatte. Nach seiner Rückkehr nach Deutschland bewarb Giesinger sich an der Popakademie Baden-Württemberg in Mannheim. Dort war er schon seit Anfang 2011 Teil des Bandförderprogramms Bandpool gewesen, wurde jedoch nicht als Student zugelassen, weil er die Aufnahmeprüfung nicht bestanden hatte.
2011 nahm er an der Gesangs-Castingshow The Voice of Germany teil. Er wurde durch das Votum der Anrufer durch die ersten drei Liveshows bis ins Halbfinale gewählt. Das Lied, mit dem er bei der ersten Liveshow auftrat, ein Cover des Coldplay-Songs Fix You, platzierte sich danach durch Downloadverkäufe in den deutschen Charts. Mit Unterstützung seines Coaches Xavier Naidoo erreichte er das Finale der Sendung am 10. Februar 2012, in dem er den vierten Platz belegte. Sein Lied Dach der Welt erreichte anschließend Platz 14 der deutschen Charts. Danach folgte eine erste Deutschland-Tournee mit Auftritten in zwölf Städten. 2013 veröffentlichte Giesinger die EP Unser Sommer und ging anschließend auf seine zweite Deutschland-Tournee In dieser Stadt.
Nachdem er sich wegen Differenzen über die Zusammenarbeit von seinem Label getrennt hatte, startete Giesinger im Februar 2014 eine Crowdfunding-Kampagne auf Startnext zur Finanzierung seines ersten Albums. Sein Debütalbum Laufen lernen veröffentlichte Giesinger in Eigenregie mit Hilfe von Rent a Record Company. Das zweite Album Der Junge, der rennt wurde in Mannheim und Großenbrode aufgenommen. Diesmal gelang es ihm, mit BMG wieder ein Label für die Veröffentlichung zu gewinnen. Außerdem entwickelte sich die vorab veröffentlichte Single 80 Millionen zu einem Radioerfolg und stieg Anfang April 2016 in die deutschen Charts ein. Zwei Wochen später erreichte das Album Platz 20 der Charts in Deutschland und stieg auch in die Schweizer Hitparade ein. Nachdem er zur Fußball-EM 2016 80 Millionen in einer neuen Version aufgenommen hatte, erreichte es Platz 2 in den deutschen Charts. Am 16. September 2016 erschien mit Wenn sie tanzt die zweite Singleauskopplung des Albums, die im Dezember 2016 ebenfalls die Top 10 der deutschen Singlecharts erreichte. Mit Beginn der 2018er-Ausgabe von The Voice Kids löste Giesinger den Sänger Sasha als Coach ab. Am 23. November 2018 veröffentlichte Giesinger sein drittes Studioalbum Die Reise mit 13 Songs; 2020 erschien die Deluxe-Version.
Seit 2016 ist Giesinger Botschafter von Herzenssache, der Kinderhilfsaktion von SWR, SR und Sparda-Bank, und engagiert sich darin für benachteiligte Kinder und Jugendliche in seiner Heimat.
Im Sommer 2019 war er Jurymitglied bei The Masked Singer. Am 23. August 2019 veröffentlichte er mit der deutschen Singer-Songwriterin Lotte das Duett Auf das, was da noch kommt.
Giesingers Lieder bildeten im Mai 2020 den Auftakt zur siebten Staffel der Fernsehsendung Sing meinen Song – Das Tauschkonzert. 2020 und 2021 war er mehrfach Gast in der Sendung Joko & Klaas gegen ProSieben. 2021 veröffentlichte er Irgendwann ist jetzt, In meinen Gedanken und Der letzte Tag. Am 15. Oktober 2021 erschien mit Nur kurz glücklich ein Duett mit Madeline Juno als Single. Das Stück war Teil von Junos fünftem Studioalbum Besser kann ich es nicht erklären. Am 12. November 2021 erschien das vierte Studioalbum Vier. Nachdem Giesinger als Gast auf Junos Album zu hören ist, nahmen beide das Lied Hotel für dessen Album auf.

## Diskografie
Studioalben

| Jahr | Titel Musiklabel                 | Höchstplatzierung, Gesamtwochen, AuszeichnungChartplatzierungen (Jahr, Titel, Musiklabel, Platzierungen, Wochen, Auszeichnungen, Anmerkungen) | Höchstplatzierung, Gesamtwochen, AuszeichnungChartplatzierungen (Jahr, Titel, Musiklabel, Platzierungen, Wochen, Auszeichnungen, Anmerkungen) | Höchstplatzierung, Gesamtwochen, AuszeichnungChartplatzierungen (Jahr, Titel, Musiklabel, Platzierungen, Wochen, Auszeichnungen, Anmerkungen) | Anmerkungen                                                 |
| Jahr | Titel Musiklabel                 | DE | AT | CH | Anmerkungen                                                 |
| ---- | -------------------------------- | --- | --- | --- | ----------------------------------------------------------- |
| 2014 | Laufen lernen Motor Music (Edel) | — | — | — | Erstveröffentlichung: 30. Mai 2014                          |
| 2016 | Der Junge, der rennt BMG (Sony)  | DE17 Platin · (94 Wo.)DE | AT41 (6 Wo.)AT | CH27 (18 Wo.)CH | Erstveröffentlichung: 8. April 2016 Verkäufe: + 200.000     |
| 2018 | Die Reise BMG (WMG)              | DE2 Gold · (44 Wo.)DE | AT25 (1 Wo.)AT | CH14 (14 Wo.)CH | Erstveröffentlichung: 23. November 2018 Verkäufe: + 100.000 |
| 2021 | Vier BMG (WMG)                   | DE9 (8 Wo.)DE | AT38 (1 Wo.)AT | CH23 (2 Wo.)CH | Erstveröffentlichung: 12. November 2021                     |

## Auszeichnungen

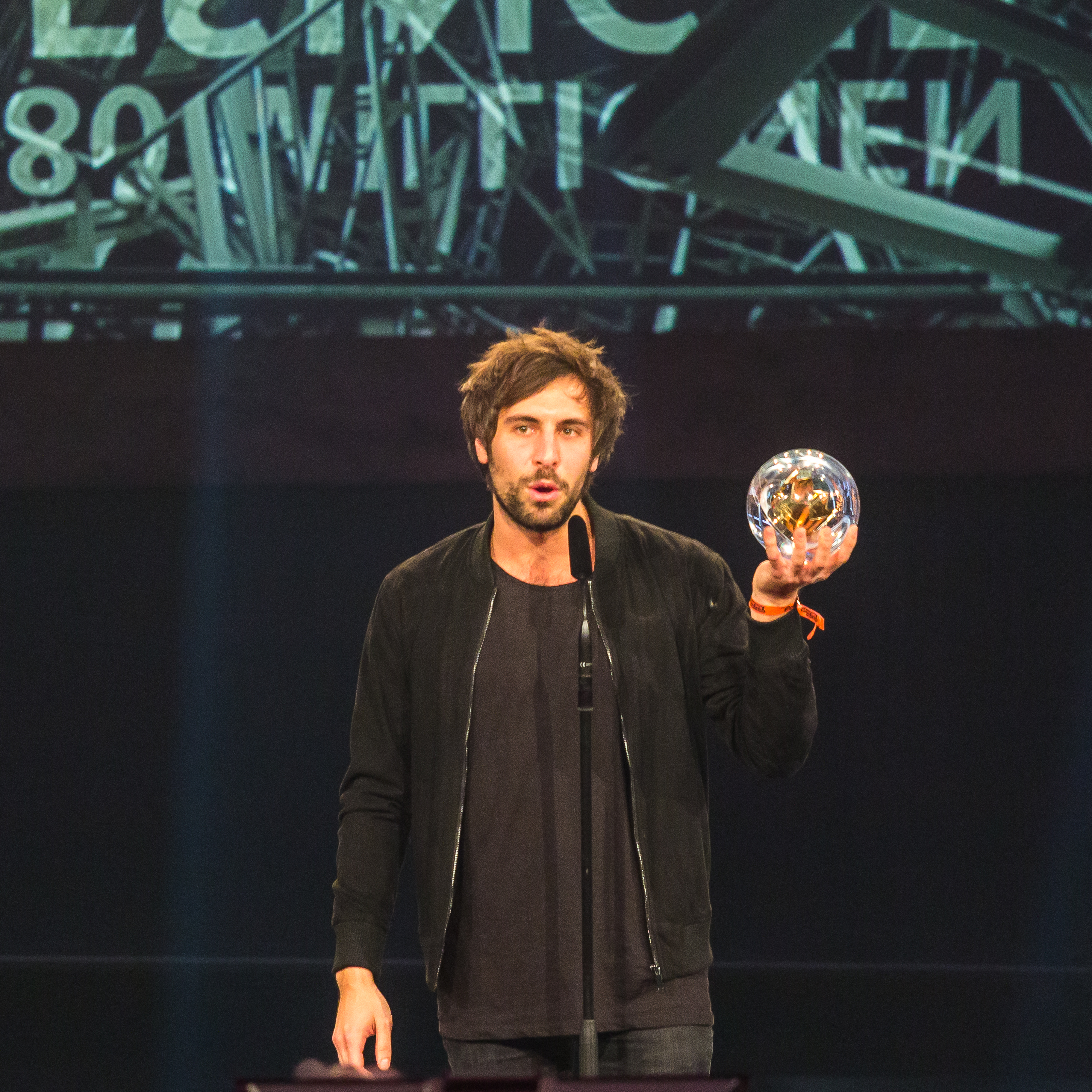
Max Giesinger mit der 1 Live Krone 2016

- 2016: Goldene Henne in der Kategorie Aufsteiger des Jahres
- 2016: MTV Europe Music Award in der Kategorie Best German Act
- 2016: In Touch Award in der Kategorie Musik National Male
- 2016: Radio Galaxy Award 2016[16]
- 2016: 1 Live Krone 2016 für 80 Millionen in der Kategorie Beste Single
- 2017: LEA Award in der Kategorie Club-Tournee des Jahres 2016
- 2017: Radio Regenbogen Award in der Kategorie Newcomer National 2016
- 2017: SignsAward in der Kategorie Shooting-Star des Jahres 2017[17]
- 2017: Bayerischer Musiklöwe in der Kategorie Newcomer National
- 2019: Bambi in der Kategorie Publikums-Bambi
- 2019: Nickelodeon Kids’ Choice Awards in der Kategorie Lieblings-Cast für "The Voice Kids"
- 2020: Deutscher Fernsehpreis in der Kategorie Beste Unterhaltung / Show für "The Masked Singer"